# Mish
Mish (en árabe: مش) es un queso egipcio tradicional que se hace fermentando queso salado durante varios meses o años.
Mish puede ser similar al queso que se ha encontrado en la tumba de la Primera Dinastía Faraón Hor-Aha en Saqqara, desde 3200 AC.  Generalmente se prepara en casa, aunque algunos se venden en mercados locales. Los campesinos lo usan como alimento básico.  Cuando está maduro, es de color marrón amarillento y tiene un sabor fuerte, salado y picante. Los productos similares a Mish se fabrican comercialmente con diferentes tipos de queso egipcio, como el Domiati o el Ras, con diferentes edades.

## Preparación
Mish generalmente se hace en casa con queso Karish. El queso se escurre, se enjuaga y se acoda con sal en una vasija de barro. Luego, el frasco se llena con una solución decapante de suero de leche, leche desnatada, suero de leche, pimientos rojos y verdes. Se agrega un poco de mish viejo para comenzar la fermentación. El contenedor sellado se deja por un año o más a temperatura ambiente. El contenedor se puede abrir para que se pueda quitar un poco para el consumo, y se agreguen queso fresco y otros ingredientes, de modo que no haya un límite particular para la edad del cacharro.

## En la cultura popular
La frase "está en todas partes, como mish" significa que algo es común. Los gusanos diminutos a menudo se reproducen en la cría, pero no son peligrosos. El dicho "los gusanos del mish surgen de él" significa que es un problema que no se puede resolver, pero no vale la pena preocuparse por eso.